# Wiltz
Wiltz (luxemburgués: Wolz) es una comuna y ciudad situada al noroeste de Luxemburgo a las orillas del río Wiltz. Es también la capital del cantón de Wiltz.

## Historia

### El castillo de Wiltz
Una de las principales características de la ciudad es el castillo de los antiguos condes de Wiltz. El castillo, que está situado en un área de 2,4 km² de praderas y jardines, tiene cientos de habitaciones. Se terminó en 1727, y el último conde murió en 1793. De 1851 a 1950 fue utilizado como colegio privado femenino, tras lo cual se convirtió en casa de retiro. Existen planes de convertirlo en museo.

### Segunda Guerra Mundial
Durante la Segunda Guerra Mundial, Wiltz estuvo en el medo de intensas batallas entre alemanes y aliados en 1944. Fue campo de batalla en la Batalla del Bulge, hacia el final dicha guerra. Un aeródromo local fue utilizado por ambos bandos de la batalla, dependiendo de la localización del frente.
Antes, en 1942, una huelga general se inició en Wiltz y se extendió luego por todo el país. Este episodio se recuerda como uno de los momentos más glorioso de la historia de Luxemburgo. Este evento se cobró su mayor número de víctimas en la población de Wiltz, tras lo cual Wiltz fue nombrada Ciudad mártir después de la guerra. Un monumento que representa un faro fue erigido para conmemorar las víctimas de la represión que siguió a la huelga general de 1942. El bajorrelieve sobre el monumento es por el escultor moderno más conocido Lucien Wercollier de Luxemburgo.

## Wiltz hoy
En 2005, la ciudad de Wiltz, situada al sur de la comuna, tenía una población de 4567. El otro pueblo que forma parte de la comuna de Wiltz es Weidingen.

### Centro de la ciudad
Wiltz tiene un centro tranquilo. Hay una sala de conciertos al aire libre donde cada quincena tienen lugar conciertos de grupos musicales o de música clásica. El centro de Wiltz hay un tanque de la Segunda Guerra Mundial aparcado en la plaza principal. 

### Scouts
Wiltz es el mayor centro del Movimiento Scout Mundial que cuenta con numerosos campamentos scout y edificios alrededor de la ciudad. El monumento International Scouting One Penny Monument, dedicado a Robert Baden-Powell, se erige en Wiltz.

### Festival de Wiltz
El Festival de Wiltz, un festival de música y artes escénicas, se celebra cada verano.

### Otros atractivos turísticos
Cerca de Wiltz, en una colina dominado la ciudad, el Santuario de Nuestra señora de Fátima es un lugar de peregrinaje anual en el día de la Ascensión. En particular atrae a muchos de los portugueses que residen en Luxemburgo, los cuales son una porción considerable de la población del país.

Una de las salidas nocturnas más populares es una rave veraniega que tiene lugar a 10 km en el campo. Una granja local fue transformada en un pub y rave club, siendo el lugar favorito para salir para muchos grupos scout (tanto de chicos como de chicas).